# Hèctor Moret i Coso
Hèctor B. Moret Coso (Mequinensa, Baix Cinca, 22 de març de 1958) és un poeta, assagista, columnista d'opinió i narrador en llengua catalana, lingüista, crític literari i investigador i historiador de la llengua i la literatura, amb especial atenció a l'Aragó catalanòfon. Des dels 10 anys resideix a Barcelona, on es va llicenciar en Filologia catalana. Des de 1992 fa de professor d'ensenyament secundari a Barcelona i la seua àrea metropolitana, on imparteix la matèria de llengua catalana i literatura.
Com a columnista d'opinió ha publicat -sovint amb l'heterònim Esteve Betrià- a les publicacions periòdiques Temps de Franja, Serra d'Or, L'Ebre, etc.
Com a periodista de redacció -sovint amb l'heterònim Berenguer de Mussots- ha col·laborat en Temps de Franja i Les Notícies de Llengua i Treball.
Com a narrador ha publicat -sovint amb l'heterònim Marc Cornell- contes i narracions en volums col·lectius.

## Obra poètica
- Pentagrama. Barcelona: Edicions Columna, 1987.
- Parella de negres. Barcelona: Edicions Columna, 1988.
- Ròssecs. Ajuntament de Cerdanyola del Vallès, 1992.
- Al cul del sac trobareu les porgueres. València: Edicions Alfons el Magnànim, 1993.
- Antídots. València: Eliseu Climent, 1996.
- Temps pervers. Saragossa: Diputación General de Aragón, 1999.
- In nuce. Antologia Lírica. Calaceit: Associació Cultural del Matarranya, 2005.
- Camp clos/Campo cercado. Saragossa: Prensas Universitarias de Zaragoza, 2006.
- Dat pel sac. Calaceit: Sisalls Edicions, 2020.

## Assaig, investigació i narrativa
- Sobre la llengua de Mequinensa. Fraga: Institut d'Estudis del Baix Cinca, 1994, 1996².
- Estudi descriptiu de la llengua de Fraga. Fraga: IEBC, 1995. [En col·laboració amb Josep Galan]
- Aproximació descriptiva a la llengua de Saidí. Fraga: IEBC, 1996. [En col·laboració amb Màrio Sasot]
- Indagacions sobre llengua i literatura catalanes a l'Aragó. Calaceit-Fraga: ASCUMA-IEBC, 1998.
- Circumloquis i remostrons. Fraga-Calaceit: ASCUMA-IEBC, 2003. [Signat amb l'heterònim Esteve Betrià]
- L’oratge de Mequinensa, Mequinensa: Grup d’Investigació Coses del Poble, 2014.
- Bèsties, bestiotes i bestietes. Una aproximació lèxica a la fauna de Mequinensa. Mequinensa: Grup d'Investigació Coses del Poble, 2021. [Amb fotografies de Manuel Silvestre, Javi Torres i Paquito Copons]
- Contes compromesos, Saragossa: Gara d'Edizions, 2022. [signat amb l'heterònim Marc Cornell]